# Muntelier
Muntelier (französisch Montilier; Freiburger Patois Montilyiⓘ) ist eine politische Gemeinde im Seebezirk (französisch: District du Lac) des Kantons Freiburg in der Schweiz.

## Geographie
Muntelier liegt auf 435 m ü. M., 1 km nordöstlich des Bezirkshauptortes Murten (Luftlinie). Das ehemalige Fischerdorf erstreckt sich am Südostufer des Murtensees und am Rand der angrenzenden Molassehöhen, im nördlichen Freiburger Mittelland.
Die Fläche des 1,1 km² grossen Gemeindegebiets umfasst einen Abschnitt am Südufer des Murtensees (rund 2 km Seeuferlinie). Der Gemeindeboden erstreckt sich vom Seeufer nach Südosten über einen flachen Uferrandstreifen nur gerade 300 m landeinwärts bis an den Rand der sogenannten Siechenmatte. Der höchste Punkt von Muntelier wird mit 447 m ü. M. beim Friedhof erreicht. Im östlichen Gemeindeteil reicht das Gebiet in den Wald Le Chablais und hat einen kleinen Anteil an der landwirtschaftlich intensiv genutzten Ebene des Grossen Mooses. Das Seeufer ist im Bereich des Chablais-Waldes von einem rund 150 m breiten Schilfgürtel bestanden. Von der Gemeindefläche entfielen 1997 27 % auf Siedlungen, 35 % auf Wald und Gehölze, 35 % auf Landwirtschaft, und etwas weniger als 3 % waren unproduktives Land.
Zu Muntelier gehört eine Gewerbezone am Fuss des Löwenberges. Nachbargemeinde von Muntelier ist Murten.

## Bevölkerung
Mit 957 Einwohnern (Ende 2021) gehört Muntelier zu den kleineren Gemeinden des Kantons Freiburg. Die Bevölkerungszahl von Muntelier belief sich 1900 auf 576 Einwohner. Im Verlauf des 20. Jahrhunderts nahm die Bevölkerungszahl bis 1940 durch starke Abwanderung um über 30 % auf 402 Personen ab. Seither wurde wieder ein deutliches Bevölkerungswachstum verzeichnet, insbesondere während der 1980er-Jahre.

### Sprachen
Von den Bewohnern sind 86,7 % deutschsprachig, 7,9 % französischsprachig, und 2,1 % sprechen Portugiesisch (Stand 2000). Damit ist Muntelier heute überwiegend deutschsprachig. Der Ortsname weist aber eindeutig auf ein ursprünglich französischsprachiges Dorf hin. Wahrscheinlich hat sich das Mehrheitsverhältnis zwischen Französisch und Deutsch im Lauf des 17. Jahrhunderts gekehrt.

## Wirtschaft
Muntelier war bis Mitte des 20. Jahrhunderts ein vorwiegend durch die Landwirtschaft geprägtes Dorf. Von 1852 bis 1962 hatte die Uhrenfabrik Montilier Watch, die zeitweise bis zu 600 Angestellte beschäftigte, ihren Sitz in Muntelier.
Heute haben der Ackerbau und der Obstbau nur noch einen marginalen Stellenwert in der Erwerbsstruktur der Bevölkerung. Zahlreiche Arbeitsplätze sind im lokalen Kleingewerbe und vor allem im Dienstleistungssektor vorhanden. Seit den 1980er-Jahren entstand im Gebiet bei Löwenberg eine Gewerbezone. Im Dorf sind unter anderem Betriebe der feinmechanischen Industrie, des Bootsbaus und der Herstellung von Baumaschinen vertreten. Bekanntestes Unternehmen ist Selecta. Muntelier verfügt über einen Campingplatz am Ostufer des Murtensees. In den letzten Jahrzehnten hat sich das Dorf dank seiner attraktiven Lage zu einer Wohngemeinde entwickelt. Die meisten Erwerbstätigen sind deshalb Wegpendler, die hauptsächlich in Murten, teilweise auch in der Region Freiburg arbeiten.

## Verkehr
Die Gemeinde ist verkehrsmässig recht gut erschlossen. Sie liegt an der Hauptstrasse 1 von Lausanne nach Bern. Der nächste Anschluss an die 1997 eröffnete Autobahn A1 (Bern-Lausanne) befindet sich rund 2 km vom Ortskern entfernt. Seit dem 12. Juni 1876 wird das Gemeindegebiet von der Eisenbahnlinie von Murten nach Lyss durchquert. Die neue gerade ausserhalb der Gemeindegrenze liegende Haltestelle Muntelier-Löwenberg wurde Mitte der 1980er-Jahre geschaffen; diese erschliesst ebenfalls das Ausbildungszentrum Löwenberg der SBB.

## Geschichte
Das Gemeindegebiet von Muntelier kann auf eine sehr lange Siedlungstradition zurückblicken. An den Ufern des Murtensees wurden nach der ersten Juragewässerkorrektion Spuren von Pfahlbauten gefunden, die auf das Neolithikum (4. Jahrtausend vor Christus) sowie auf die Bronzezeit datiert werden können. Die wichtigsten Funde werden der Horgener Kultur zugeordnet. Bei den Ausgrabungen wurden zahlreiche Schmuckwaren, Waffen, Keramik, Textilien und Nahrungsreste zutage gefördert.
Die erste urkundliche Erwähnung des Ortes erfolgte 1270 unter dem Namen Monteliers. Später erschienen die Bezeichnungen Montelliaco (1394), Montellier (1413) und Muntillier (1510). Der deutsche Name Muntelier wurde 1911 nach einem Entscheid des Eidgenössischen Statistischen Amtes offiziell. Der Ortsname setzt sich aus dem altfranzösischen Wort til (Linde) und mont (Berg) zusammen.
Seit dem Mittelalter unterstand Muntelier der Herrschaft Murten. 1475 gelangte das Dorf als Teil der Landvogtei Murten unter die gemeinsame Verwaltung der Stände Bern und Freiburg. Muntelier gehörte ursprünglich zum Stadtgebiet von Murten und erhielt am 14. März 1533 das Gemeinderecht. Dabei wurde jedoch nur ein Gebiet ausgeschieden, das so weit reichte wie die Häuser des Dorfes, weshalb Muntelier heute nur ein kleines Gemeindegebiet besitzt. Am 1. Mai 1741 fielen zahlreiche Häuser einer Feuersbrunst zum Opfer.
Nach dem Zusammenbruch des Ancien Régime (1798) kam das Dorf an den Kanton Freiburg. Während der Helvetik und der darauf folgenden Zeit gehörte es zum Distrikt Murten, bevor es 1848 mit der neuen Kantonsverfassung in den Seebezirk eingegliedert wurde. Bis zur Juragewässerkorrektion 1878 war Muntelier immer wieder von Überschwemmungen des Murtensees betroffen. Im 19. Jahrhundert siedelte sich die Uhrenindustrie an. 450 Menschen hatten so im Jahr 1868 eine Arbeit. Der aus Konservatismus unterentwickelt gebliebene Kanton zählte 1914 nur fünf Unternehmen mit mehr als 100 Arbeitern, darunter die Société suisse d’horlogerie in Muntelier mit etwa 300 Beschäftigten.

## Sehenswürdigkeiten

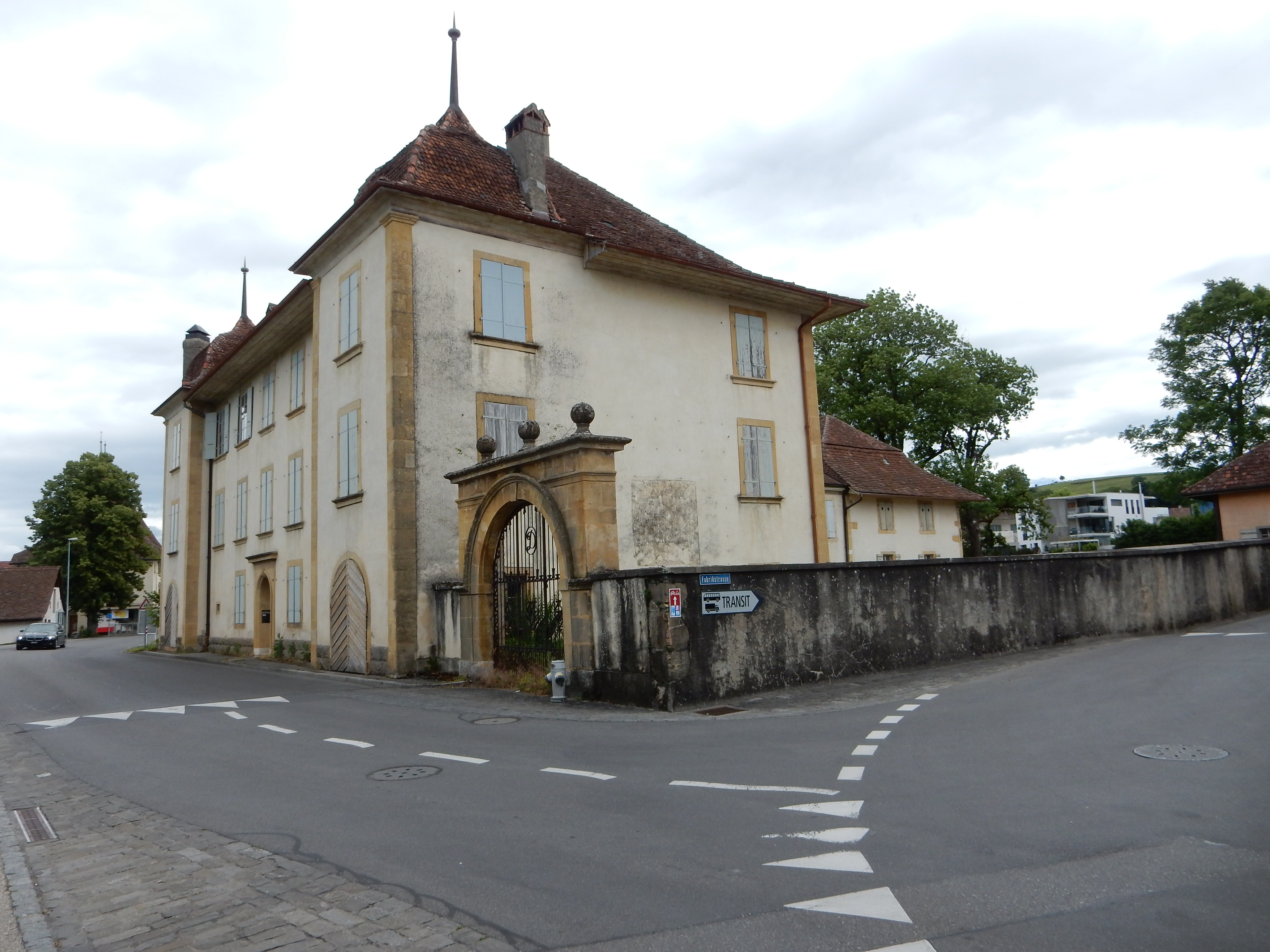
Schloss Muntelier (2020)

Das Schloss Muntelier, auch als Herrenhaus von Ernst bekannt, wurde in den Jahren von 1700 bis 1720 im Auftrag von Julius Hieronymus von Ernst errichtet. 1875 erwarb es Constantin Dinichert, Direktor der Muntelierer Uhrenfabrik. Später ging es in den Besitz des Diplomaten Paul Dinichert über. Es diente von 1874 bis 1970 als Schule, danach wurde ein Reit- und Sportzentrum eingerichtet, das jedoch Mitte der 1980er-Jahre geschlossen wurde.
Das sogenannte Doktorhaus wurde 1742 nach dem Dorfbrand erbaut und ist seit 1982 Gemeindehaus. Aus dem 18. Jahrhundert stammt auch der Kornspeicher mit seinem ungewöhnlich hohen Dach, der später in ein Schulhaus umgebaut wurde.
Muntelier besitzt keine eigene Kirche, es gehört noch heute zur Pfarrei Murten. Die ursprüngliche Pfarrkirche von Murten stand jedoch auf dem heutigen Gemeindegebiet beim Friedhof. Sie wurde 1762 abgebrochen.

## Persönlichkeiten

### Söhne der Gemeinde
- Wilhelm Bartsch (1873–1959), Rechtsanwalt und Grossrat in Freiburg im Üechtland
- Georges Grolimund (1894–1983), Schrittmacher im Radsport

### Personen, die mit der Gemeinde verbunden waren
- Constant Dinichert (1832–1916), Uhrenfabrikant, Politiker und Ehrenbürger der Gemeinde